# Прапор Іжевська

Прапор Іжевська

Іжевськ — столиця Удмуртії, республіки в складі Росії.
Офіційно прапор був прийнятий 21 квітня 2000 року. Прапор Іжевська являє собою прямокутне полотнище з відношенням ширини до довжини 1:2. Полотно розділене на біле та блакитне поле, з двостороннім зображенням в центрі прапора основний елемент, герб Іжевська. Габаритна ширина зображення основного елемента повинна становити 1/4 частини довжини полотна прапора, габаритна висота — 1/3 довжини полотна.